# Мануель Вісенте Маса
Мануель Вісенте Маса (1779 — 27 червня 1839) — аргентинський адвокат і політик-федераліст, губернатор Буенос-Айреса, був убитий після невдалого замаху на Хуана Мануеля де Росаса.

## Біографія
Маса народився у Буенос-Айресі, вищу освіту і фах адвоката отримав в університеті Сантьяго у Чилі.
На початку визвольного руху проти Іспанії, що посилювався у Південній Америці, Маса був заарештований у Лімі, на той час центрі віце-королівства Перу, а потім деякий час провів в ув'язненні в Буенос-Айресі, отримав свободу у 1815 році. Того ж року він активно долучився до політики як голова Цивільної комісії юстиції Буенос-Айреса. У 1816 році він посів пост мера одного з районів Буенос-Айреса.
Надалі він зблизився й завів дружні стосунки з Хуаном Мануелем де Росасом.
У 1820-х Маса брав активну участь у політичному житті. У 1823 році його вперше було заслано за участь у повстанні проти Мартіна Родрігеса, а потім вдруге (1829) — за повстання проти Хуана Лавалля.
Коли Росас повернувся до влади, Маса відігравав важливу роль в уряді останнього. На зустрічі з Хосе Марією Пасом у Кордові Маса супроводжував Росаса, коли на того було здійснено замах.
У 1832 році, коли Росас вийшов у відставку, Маса став головним міністром Хуана Рамона Балькарсе, але за рік він узяв участь у русі, який вимагав відставки Балькарса. Після цього він також займав посади в уряді Хуана Хосе В'ямонте.
У 1834 році, після того як всі потенційні кандидати відмовились зайняти пост губернатора провінції Буенос-Айрес, Маса, як глава законодавчої влади, був тимчасово призначений губернатором. У лютому 1835 року він відрядив Хуана Кірогу залагодити конфлікт, що виник між провінціями as Сальта і Тукуман. Коли Кірога повертався до Буенос-Айреса, його було вбито, через що Маса 7 березня був змушений піти у відставку. 13 квітня провінцію знову очолив Росас.
Маса повернувся до законотворчої діяльності, незважаючи на зростання напруження у стосунках з Росасом, яке почалось ще за часів перебування Маси на посаді губернатора.

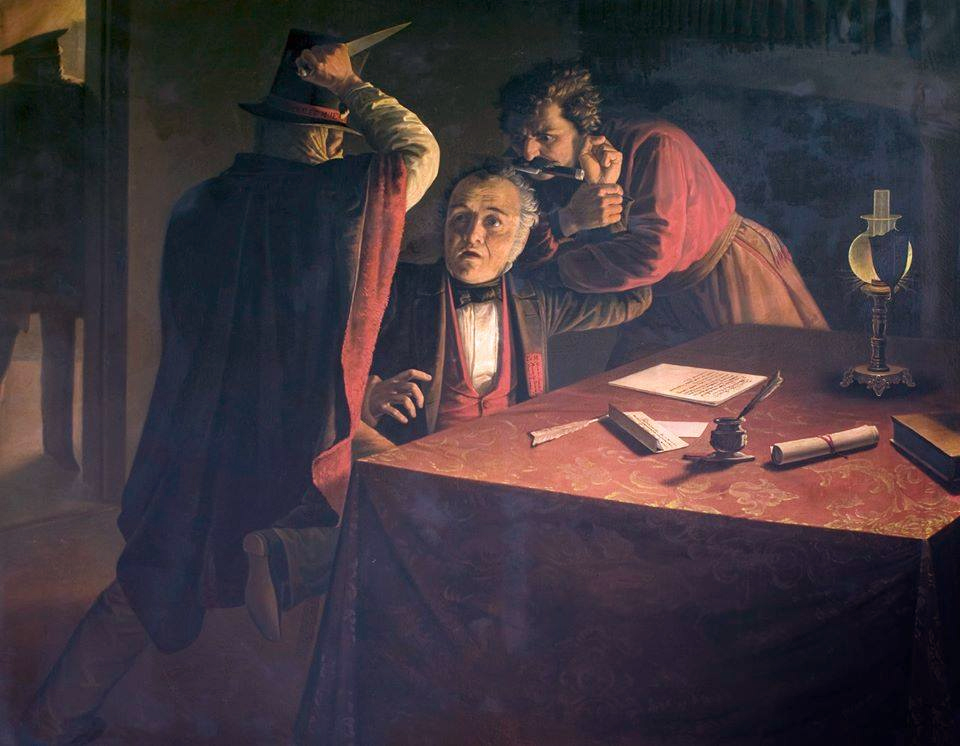
Смерть Мануеля Маси

У червні 1839 року сина Маси, Рамона, було заарештовано за підозрою в участі у змові проти Росаса.
Під час французької блокади Ріо-де-ла-Плати Хуан Лавалль організував армію в Уругваї, яка мала атакувати Буенос-Айрес. Його плани підтримали деякі учасники Травневої революції. Найвідомішим членом підпілля був Рамон Маса, син колишнього губернатора. Почались масові заворушення у сільській місцевості, а у місті військовики здійснили замах на Росаса, після чого Мануель Маса дозволив Лаваллю увійти до міста. Змову було розкрито, проте Росас вважав Мануеля Масу невинним, а у всьому звинуватив його сина. Натовп вимагав покарання змовників. Рамона Масу було страчено, а його батька вбито у власному кабінеті.